# روبرت إس. روس
روبرت إس. روس (بالإنجليزية: Robert S. Ross)‏ هو عالم سياسة أمريكي، ولد في 9 أبريل 1954.